# Чукари-Ивановка
Чукари-Ивановка — село в Кувандыкском городском округе Оренбургской области.

## География
Находится на расстоянии примерно 38 километров по прямой на север-северо-восток от окружного центра города Кувандык.

## Климат
Климат умеренно континентальный. Времена года выражены чётко. Среднегодовая температура по району изменяется от +4,0 °C до +4,8 °C. Самый холодный месяц года — январь, среднемесячная температура около −20,5…−35 °C. Атмосферных осадков за год выпадает от 300 до 450—550 мм, причём большая часть приходится на весенне-летний период (около 70 %). Снежный покров довольно устойчив, продолжительность его, в среднем, 150 дней.

## История
Упоминается в 1901 году как Ивановское, при реке Чукаре, 104 двора. По рассказам местного коренного жителя основано крестьянами, выселившимися в последней четверти XIX века из Владимирской губернии. По другим данным Чукари-Ивановку основали поселенцы из деревни Анновки Орского уезда в 1878 году. Первоначально село, по-видимому, носило наименование Ивановское. У местных жителей село иногда именуется Чукаринский ключ. До 2016 года входило в Новосимбирский сельсовет Кувандыкского района, после реорганизации этих муниципальных образований в составе Кувандыкского городского округа.

## Население
Постоянное население в 2002 году составляло 81 человек (русские — 94 %), 41 в 2010 году.